# Pouteria campechiana
Pouteria campechiana là một loài thực vật có hoa trong họ Hồng xiêm. Loài này được (Kunth) Baehni miêu tả khoa học đầu tiên năm 1942.

## Hình ảnh

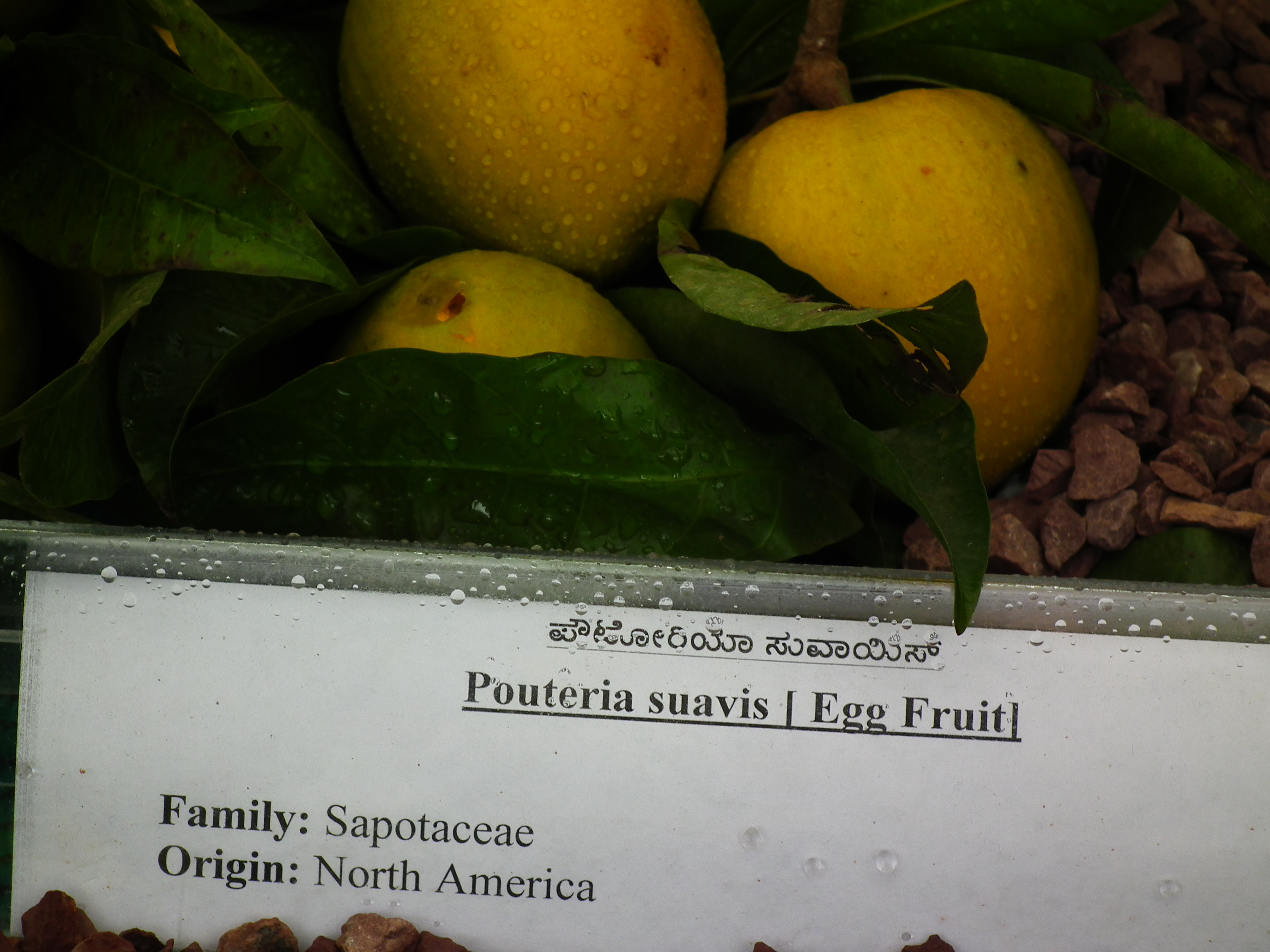
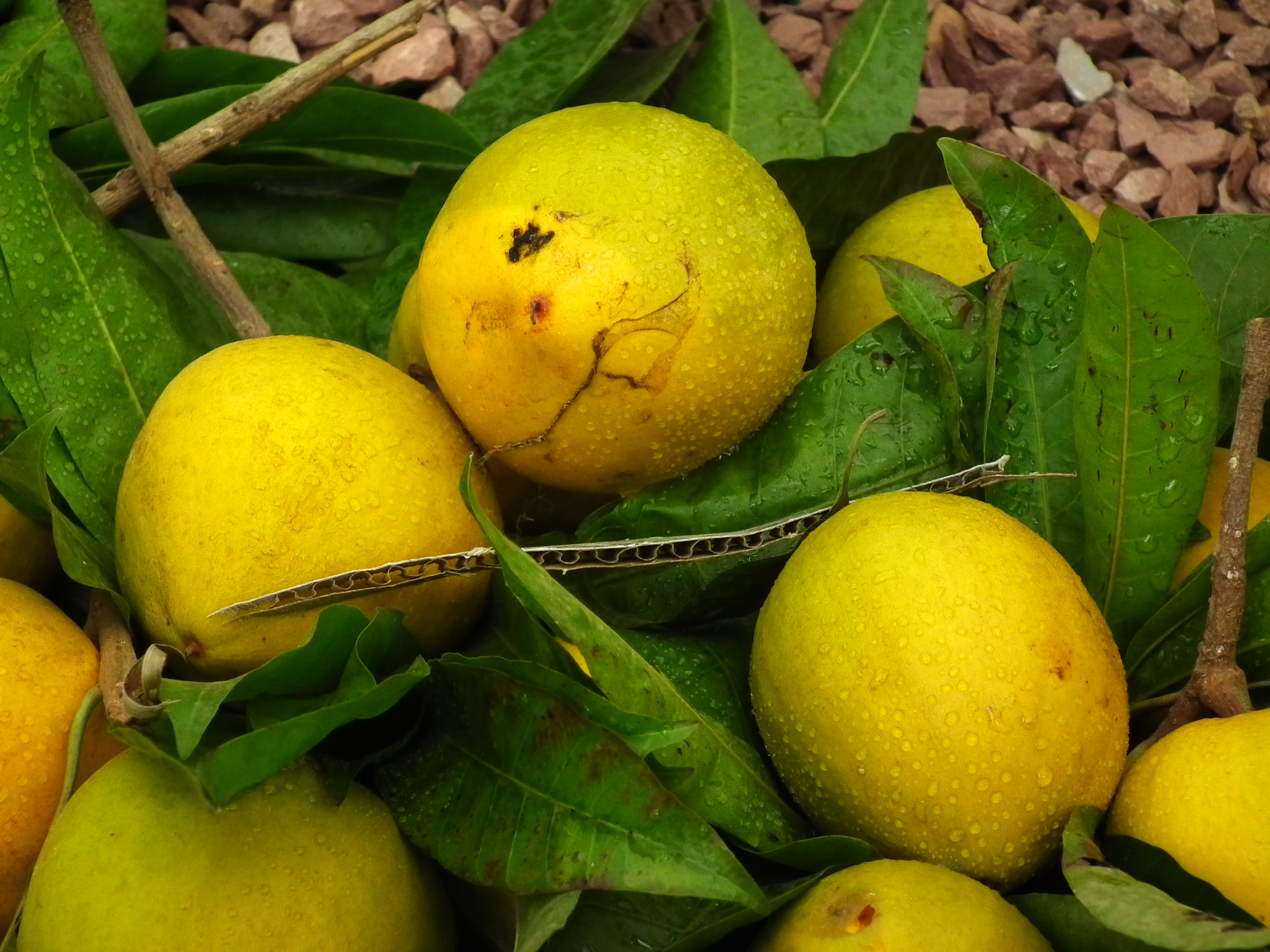
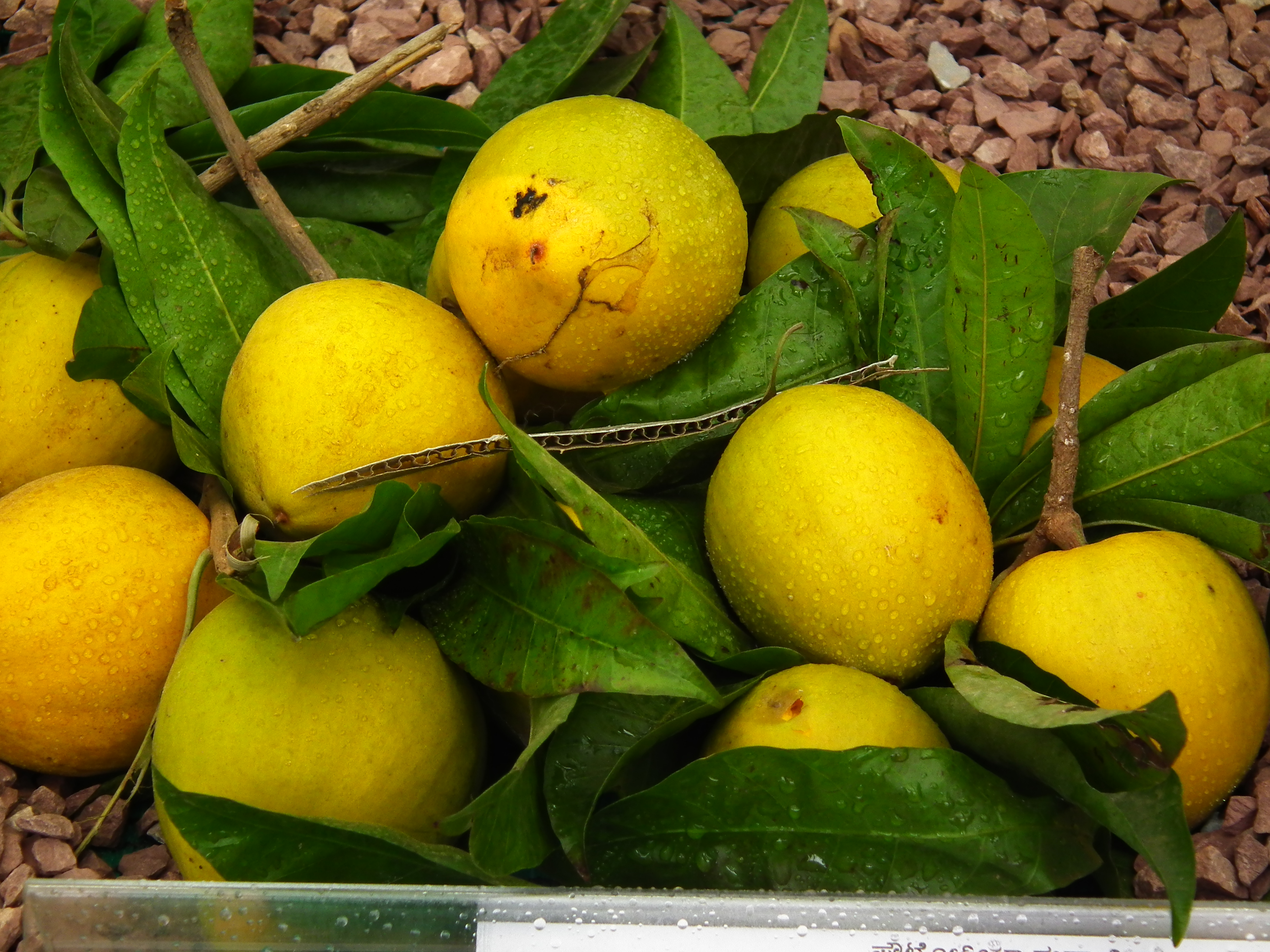
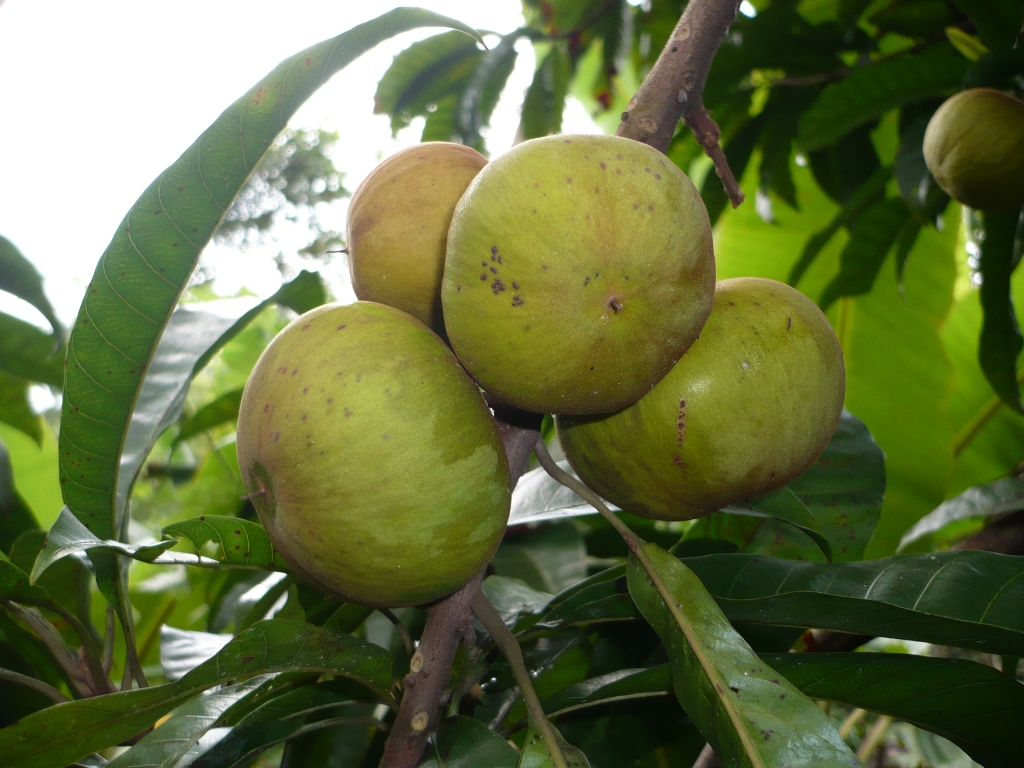